# Спортивные сооружения летних Олимпийских игр 2012
Сооружения для летних Олимпийских и Паралимпийских игр 2012 в основном расположены в городе пребывания в Лондоне, хотя некоторые спортивные мероприятия проходят в других местах. После завершения игр часть сооружений будет разобрано, а часть подвергнута реконструкции.

## Спортивные сооружения
Игры 2012 года используют как специально построенные и уже существующие сооружения, а также временные объекты, некоторые из которых расположены в таких известных местах, как Гайд-парк и Площадь парада конной гвардии. В свете проблем, которые принёс Millennium Dome, подразумевалось, что после игр не останется не будет никаких белых слонов. Некоторые из новых объектов будут повторно использованы в олимпийской форме, в то время как другие будут уменьшены в размерах, а некоторые будут перевезены в другие места Великобритании. Планы строительства способствовали регенерации городского района Стратфорд на востоке Лондона, который является местом расположения Олимпийского парка, а также соседней Нижней долины Ли.
Большинство сооружений разделены на три зоны в пределах Большого Лондона: Олимпийская, Речная и Центральная зоны. В дополнение к ним выделяют в отдельную категорию сооружения за пределами Большого Лондона.
Международный олимпийский комитет (МОК) отметил, что на момент подачи заявки не были закончены необходимые переговоры для обеспечения использования футбольных стадионов Олд Траффорд и Вилла Парк. Так же были подчёркнуты возможные проблемы с Олимпийским парком, но было заявлено, что не ожидается, что это вызовет «неоправданные задержки сроков строительства».

### Названия
МОК имеет ряд собственных голубых фишек — спонсоров Олимпийских игр, которые имеют исключительные права на названия ассоциируемые с Олимпиадой. Как следствие, любая другая компания, которая предоставляет спонсорство не имеет права использовать своё имя и бренд во время игр в составе названий любых олимпийских сооружений. Как следствие, три олимпийских объекта были временно переименованы на время проведения игр:
- O2 арена — «Северная арена Гринвича»
- Спортс-Директ арена — «Сент-Джеймс-парк»
- Рикох арена[англ.] — «Стадион города Ковентри»
- Дорни-Лейк — «Итон-Дорни»

### Олимпийская зона
Олимпийская зона
Олимпийская зона охватывает все сооружения на площади в два квадратных километра Олимпийского парка королевы Елизаветы в Стратфорде. Этот парк был разбит на месте свалки и промышленных предприятий в семи минутах езды от центра Лондона на олимпийском поезде Javelin.
Парк включает в себя:
| Объект              | Виды спорта                                                                    | Виды спорта                                     | Вместимость             | Ссылки       |
| Объект              | Олимпийские                                                                    | Паралимпийские                                  | Вместимость             | Ссылки       |
| ------------------- | ------------------------------------------------------------------------------ | ----------------------------------------------- | ----------------------- | ------------ |
| Водный центр        | Прыжки в воду, Современное пятиборье (плавание), Плавание, Синхронное плавание | Плавание                                        | 17 500                  | [ 1 ] [ 2 ]  |
| Баскетбольная арена | Баскетбол, Гандбол (медальный круг)                                            | Регби сидя, Баскетбол сидя                      | 12 000 (ОИ) 10 000 (ПИ) | [ 2 ] [ 3 ]  |
| Трасса BMX          | Велоспорт (BMX)                                                                | —                                               | 6 000 (временные)       | [ 4 ]        |
| Итон-Манор          | —                                                                              | Теннис сидя                                     | 10 500                  | [ 2 ] [ 5 ]  |
| Коппер-Бокс         | Гандбол, Современное пятиборье (фехтование)                                    | Голбол                                          | 7 000                   | [ 2 ] [ 6 ]  |
| Лондонский велодром | Велоспорт (трек)                                                               | Велоспорт (трек)                                | 6 000                   | [ 2 ] [ 7 ]  |
| Ривербанк арена     | Хоккей на траве                                                                | Футбол (по 7 человек), Футбол (по 5 человек)    | 16 000                  | [ 2 ] [ 8 ]  |
| Олимпийский стадион | Лёгкая атлетика, церемонии (открытия/ закрытия)                                | Лёгкая атлетика, церемонии (открытия/ закрытия) | 80 000                  | [ 2 ] [ 9 ]  |
| Ватерполо арена     | Водное поло                                                                    | —                                               | 5 000                   | [ 2 ] [ 10 ] |

- Олимпийская деревня, с помещениями для спортсменов и официальных лиц команды (около 17 320 койко-мест). После игр деревня станет частью проекта развития «Stratford City[англ.]». На строительство на месте бывшего железнодорожного товарного двора к востоку от Олимпийского парка было выделено несколько миллиардов фунтов стерлингов. Аккредитованные технические должностные лица — рефери, судья и другие — располагаются в гостиницах в районе Доклендс.
- Олимпийские пресс-центры и центры трансляции.

Оригинальный план предусматривал строительство пяти новых крытых арен, четыре в Олимпийском парке, и одну в Речной зоне. В целях экономии средств это число было сокращено до двух. Были добавлены уже существующие Эрлс-Корт и Арена Уэмбли в Центральной зоне, а места проведения различных видов спорта были перетасованы, для привидения проекта в жизнь.
Строительство Олимпийского парка началось в 2006 году, когда Murphy Group получила контракт на перевод линий электропередач, которые пересекают местность, под землю в трубы, проходящие под будущим парков. Компании Morrisons и Nuttalls были назначены для выполнения работ по сносу и рекультивации земель под управлением WS Atkins. Темпы этих работ ускорились с закрытием дорог, пересекающих Олимпийский парк, в июне 2007 года. На этапе строительства Олимпийский парк управлялся CLM, консорциумом в составе CH2M HILL, Laing O'Rourke и Mace. Этот консорциум имел официальных статус Delivery Partner, ODA. Первые строительства сооружений начались в апреле 2008 года с началом главных работ над Олимпийским стадионом фирмой Sir Robert McAlpine Ltd и строительством рядом энергетического центра компании EDF Energy. Работы Центром водных видов спорта начались в том же году. На этапе строительства количество одновременно работающих специалистов достигало цифры в 9000 человек.

### Речная зона
Речная зона
Речная зона состоит из четырёх важных объектов в районе Ворота Темзы по обе стороны Темзы:
| Объект                         | Виды спорта                                                                     | Виды спорта                                                                   | Вместимость             | Ссылки       |
| Объект                         | Олимпийские                                                                     | Паралимпийские                                                                | Вместимость             | Ссылки       |
| ------------------------------ | ------------------------------------------------------------------------------- | ----------------------------------------------------------------------------- | ----------------------- | ------------ |
| Выставочный центр Лондона      | Бокс, Фехтование, Дзюдо, Настольный теннис, Тхэквондо, Тяжёлая атлетика, Борьба | Бочча, Дзюдо, Пауэрлифтинг, Настольный теннис, Волейбол сидя, Фехтование сидя | от 5 000 до 10 000      | [ 2 ] [ 11 ] |
| Гринвичский парк               | Конный спорт, Современное пятиборье (верховая езда, бег, стрельба)              | Верховая езда                                                                 | 23 000 (ОИ) 6 000 (ПИ)  | [ 2 ] [ 12 ] |
| Северная арена Гринвича        | Баскетбол (финал), Гимнастика (спортивная, прыжки на батуте)                    | Баскетбол сидя                                                                | 20 000 (ОИ) 18 000 (ПИ) | [ 2 ] [ 13 ] |
| Казармы королевской артиллерии | Стрельба                                                                        | Стрельба из лука, Стрельба                                                    | 7 500 (ОИ) 5 000 (ПИ)   | [ 2 ] [ 14 ] |

В первоначальном плане Речной зоны предполагалась постройка объекта на 6000 посадочных мест под названием «Северная арена Гинвича 2» рядом с «O2 ареной» (называемой «Северная арена Гинвича 1») для проведения соревнований по бадминтону и художественной гимнастики. Однако стоимость проекта привела к поиску альтернативного решения, в конечном итоге постройка арены была отменена и передачи запланированных мероприятий на этой арене на Арену Уэмбли.

### Центральная зона
Центральная зона
Центральная зона объединяет все остальные сооружения в Большом Лондоне. Они довольно далеко раскиданы по центральной и западной части Лондона:
| Объект                                    | Виды спорта                            | Виды спорта    | Вместимость      | Ссылки       |
| Объект                                    | Олимпийские                            | Паралимпийские | Вместимость      | Ссылки       |
| ----------------------------------------- | -------------------------------------- | -------------- | ---------------- | ------------ |
| Всеанглийский клуб лаун-тенниса и крокета | Теннис                                 | —              | 30 000           | [ 16 ]       |
| Эрлс-Корт                                 | Волейбол                               | —              | 15 000           | [ 17 ]       |
| Плац-парад конной гвардии                 | Волейбол (пляжный)                     | —              | 15 000           | [ 18 ]       |
| Гайд-парк                                 | Плавание (марафон), Триатлон           | —              | 3 000            | [ 19 ]       |
| Lord’s Cricket Ground                     | Стрельба из лука                       | —              | 6 500 (временно) | [ 19 ]       |
| Трасса марафона                           | Лёгкая атлетика (марафон)              | —              |                  | [ 20 ]       |
| Риджентс-парк                             | Велоспорт (шоссе)                      | —              |                  | [ 2 ] [ 21 ] |
| Арена Уэмбли                              | Бадминтон, Гимнастика (художественная) | —              | 6 000            | [ 22 ]       |
| Стадион Уэмбли                            | Футбол (финал)                         | —              | 90 000           | [ 23 ]       |

### За пределами Лондона
Сооружения за пределами Лондона
Ряд сооружений находится за пределами Лондона:
| Объект                                 | Расположение              | Виды спорта                                    | Виды спорта          | Вместимость                     | Ссылки              |
| Объект                                 | Расположение              | Олимпийские                                    | Паралимпийские       | Вместимость                     | Ссылки              |
| -------------------------------------- | ------------------------- | ---------------------------------------------- | -------------------- | ------------------------------- | ------------------- |
| Брэндс-Хэтч                            | Сванлей, Kent             | —                                              | Велоспорт (шоссе)    |                                 | [ 24 ]              |
| Итон-Дорни                             | Дорни, Бакингемшир        | Гребля на каноэ (спринт), Академическая гребля | Академическая гребля | 30 000 максимум (ИО) 6,000 (ПИ) | [ 2 ] [ 25 ]        |
| Загородный парк Хадли                  | Хадли, Эссекс             | Велоспорт (Маунтинбайк)                        | —                    | 20 000 (включая 3 000 сидячих)  | [ 26 ]              |
| Центр гребного слалома                 | Уотхом-кросс, Хартфордшир | Гребля на каноэ (слалом)                       | —                    | максимум 12 000                 | [ 27 ]              |
| Национальная академия парусного спорта | Остров Портленд, Дорсет   | Парусный спорт                                 | Парусный спорт       | 4 600 (ИО) 17 400 (ПИ)          | [ 2 ] [ 28 ] [ 29 ] |

### Футбольные стадионы
Футбольные стадионы
Ранние стадии олимпийских соревнований по футболу проходят на футбольных стадионах по всему Соединенному Королевству, которые приведены в таблице ниже. Как уже указывалось выше, футбольный финал пройдёт на девяносто тысячном стадионе Уэмбли:
| Сооружение              | Расположение              | Вместимость | Ссылки |
| ----------------------- | ------------------------- | ----------- | ------ |
| Стадион города Ковентри | Ковентри, Англия          | 32 500      | [ 30 ] |
| Хэмпден Парк            | Глазго, Шотландия         | 52 000      | [ 31 ] |
| Стадион Миллениум       | Кардифф, Уэльс            | 74 600      | [ 32 ] |
| Олд Траффорд            | Манчестер, Англия         | 76 000      | [ 33 ] |
| Сент-Джеймс-парк        | Ньюкасл-апон-Тайн, Англия | 52 409      | [ 34 ] |

## Олимпийская и Паралимпийская деревня
(англ. East Village, Stratford)

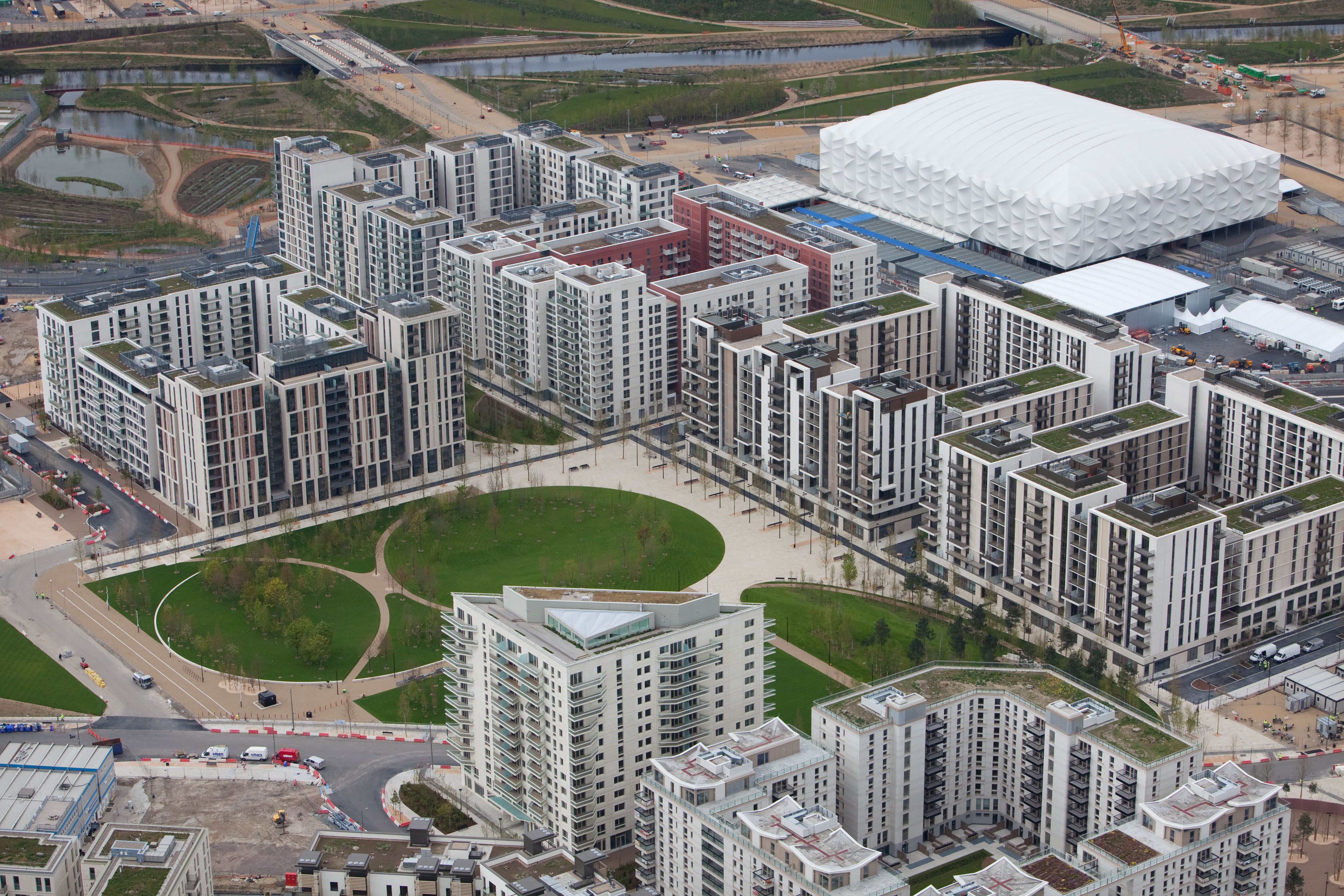
Деревня в апреле 2012 года

- В деревне есть 17 320 койко-мест и каждому спортсмену обеспечена площадь в 16 квадратных метров.
- 3300 квартир
- В каждой квартире есть телевизор, доступ в интернет, а также частный дворик.
- Столовая обслуживает 5500 спортсменов одновременно.

Трудности застройщиков (компании Lend Lease Group) в сборе средств для деревни (один из крупнейших объектов подготовки к Олимпиаде 2012) привели к сокращению размеров деревни почти на 25 %. Это было достигнуто преимущественно путём предоставления жилья только для соревнующихся в Лондоне спортсменов. Те же спортсмены, что участвуют в мероприятиях за пределами Большого Лондона должны были быть размещены в другом месте. После опыта в Пекина-2008 (и в частности замечаний Международного олимпийского комитета и Жака Рогге, касающихся расположения спортсменов) этот компромисс должен был быть пересмотрен, а финансовые проблемы решены.

## Транспорт и инфраструктура
Общественный транспорт, которому была дана плохая оценка при рассмотрении заявки в МОК, претерпел множество улучшений, в том числе продление линии Ист-Лондон, модернизация Доклендского лёгкого метро и линии Северный Лондон, новый шаттл «Olympic Javelin» (Олимпийское копьё). Почти невозможно оценить, что из предложенных улучшений произошли бы в любом случае. Заявка на Игры выиграла без обязательств по созданию Crossrail в 2012 году. Это крупнейший транспортный проект, предложенный к реализации в Лондоне, и было принято считать, на ранних стадиях процесса переговоров, что заявка на Игры не может победить без гарантии, что это проект будет завершён до Олимпиады.
На всё время игры, 80 % спортсменов находятся в 20 минутах езды от места проведения своих мероприятий их события, а 97 % в 30 минутах езды. Все вместе National Rail, легкорельсовое метро и подземное метро (за исключением Crossrail) предоставляют на время Игр около 240 поездов в час.

### Дополнительная информация
- 93 % мест проведения мероприятий в 30 минутах езды от Олимпийской деревни.
- 90 % мест обслуживаются тремя или более видами общественного транспорта.
- Есть две больших перехватывающих парковки на трассе М25[англ.]} с общей вместимостью в 12 000 автомобилей, в 25 минутах езды от Олимпийского парка.
- Есть также перехватывающая парковка на 9 000 машин в Эббсфлите, где зрители могут сесть на шаттл «Olympic Javelin» в 10 минутах езды от Олимпийского парка. Это тот же самый участок, где зрители, путешествующие по Eurostar могут сесть на данный шаттл.
- Прогнозируется, что в дни мероприятий 78 % зрителей, вероятно, будут из Лондона и 22 % из остальной части Великобритании и других стран.
- Организаторы предполагают, что 80 % посетителей и участников игр будут использовать железнодорожный транспорт для достижения Олимпийского парка.
- Низкий или нулевой уровень выбросов в атмосферу транспортных средств, используемых для перевозки олимпийских спортсменов и официальных лиц.

## Изменения в первоначальном проекте
В Риджентс-парке были запланированы соревнования по софтболу и бейсболу, но МОК решил не проводить их.
Уиндзор Парк в Белфасте в Северной Ирландии был включён в заявку, представленную МОК в 2004 году, но был исключён из окончательного редакции.
7 июня 2006 года был обнародован пересмотренный генеральный план Олимпийского парка. Наиболее значительным изменением было перемещение волейбольных мероприятий с новой Олимпийского арены на существующий уже Эрлс-Корт, что в нескольких милях к западу. Пересмотру также подверглась реорганизации парка и сдачи сооружений для баскетбола, велоспорта, фехтования, тенниса и хоккея с мячом, а также пресс-центра. Этот шаг был сделан, чтобы устранить необходимость в перенесении 80 предприятий и обеспечения более последовательного подхода к спортивным объектов.
Ещё одним изменением было перемещение мероприятий связанных с бадминтоном и художественной гимнастикой на Арену Уэмбли на северо-западе Лондона, вместо предлагаемой новой арены в Северном Гринвиче.
Два сооружения, предполагавшиеся к размещению за пределами центральной части Лондона, были также переведены из первоначальных мест. Центр гребного слалома был перемещён в октябре 2007 года из-за загрязнения района Spitalbrook, а в феврале 2008 года Вилд-Кантри-парк посчитали недостаточно сложным для соревнований по маунтинбайку. В августе 2008 года объявили, что соревнования по этой дисциплине будут проведены в Загородном парке Хадли в Эссексе.
В августе 2009 года Вилла Парк был исключён из списка мест проведения футбольных соревнований в связи с неопределенностью планов реконструкции стадиона, которую должен был провести Астон Вилла, и был заменен на Стадион города Ковентри.